# Leonard Bernstein

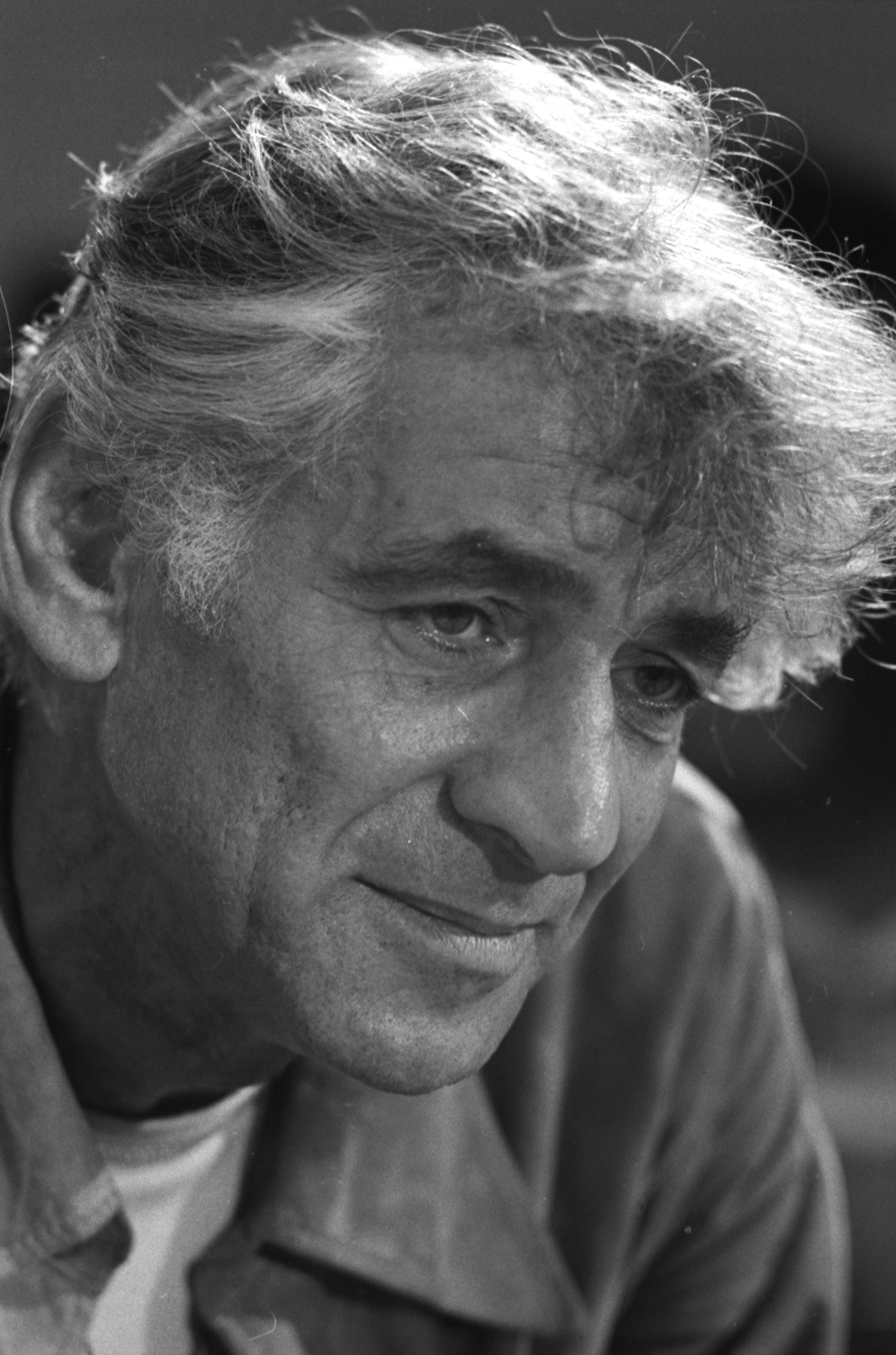
Leonard Bernstein năm 1971.

Leonard Bernstein (phát âm /ˈbɜrnstaɪn/, us dict: bûrn′·stīn; 25 tháng 8 năm 1918 – 14 tháng 10 năm 1990) là nhạc trưởng, nhà soạn nhạc, tác giả, giảng viên âm nhạc và nghệ sĩ dương cầm người Mỹ. Ông là một trong những nhạc trưởng đầu tiên sinh ra và lớn lên ở Hoa Kỳ có tiếng tăm trên thế giới. Có lẽ ông nổi tiếng nhất trong công chúng với vai trò là người điều hướng âm nhạc (music director) trong thời gian dài ở New York Philharmonic, là nhạc trưởng cho những dàn nhạc giao hưởng hàng đầu thế giới, và tác giả của những cuốn sách về âm nhạc West Side Story, Candide, Wonderful Town, và On the Town. Bernstein là nhạc trưởng âm nhạc cổ điển đầu tiên xuất hiện trên truyền hình giai đoạn 1954 và 1989. Ông có kỹ thuật chơi piano điêu luyện cũng như có khả năng soạn các bản giao hưởng và nhạc hòa tấu. Theo tờ The New York Times, ông là "một trong những nhạc sĩ tài năng và thành công nhất trong lịch sử Hoa Kỳ."